# Catocala maculata
Catocala maculata là một loài bướm đêm trong họ Erebidae.